# 동주초등학교 (충북)
동주초등학교는 대한민국 충청북도 청주시 상당구에 있는 공립 초등학교이다.

## 학교 연혁
- 2000.03.31 동주초등학교 설립인가
- 2002.09.01 동주초등학교 개교(14학급 편성)
- 2002.10.10 개교기념일
- 2005.10.12 교육인적자원부지정교육과정 정책연구학교 운영보고회
- 2007.03.01 청주교육대학교 교육실습협력학교 지정 운영
- 2014.03.01 제8대 박봉환 교장 부임
- 2015.02.17 제 13회 졸업(졸업생수 247명, 졸업생 총 수 3,485명)
- 2015.03.01 53학급 편성(특수학급포함)

## 참고 자료
- 동주초등학교 - 한국교육학술정보원 학교알리미